# Успенський Костянтин Ничипорович
 Костянти́н Ничи́порович Успе́нський  (нар.1844 — пом.?) — український заслужений викладач, статський радник.

## Життєпис

### Родина
Народився 1844 року в сім'ї диякона.

### Освіта
Закінчив Санкт-Петербурзький історико-філологічний інститут зі званням кандидата.

### Педагогічна праця
3 червня 1873 року призначений викладачем предметів Історія та Географія Златопільської чоловічої прогімназії.
9 грудня 1873 року отримує додаткові години в першому та другому класі з предмету Латинська мова.
З 24 березня 1876 року замість викладання у другому класі предмету Латинська мова викладає предмет Російська мова.
З 1 вересня 1874 року по 24 березня 1876 року — класний наставник другого класу.
З 24 березня 1876 року по 1 червня 1876 року — класний наставник першого класу.
1 липня 1876 року переведений викладачем предметів Історія та Географія у Полтавську гімназію. Тут же з 16 серпня 1876 року по 16 листопада 1878 року — класний наставник.
З 3 вересня 1879 року переведений викладачем предметів Історія та Географія у Златопільську чоловічу гімназію, а з 14 вересня 1879 року ще й викладач предметів Історія та Географія у Златопільської жіночої прогімназії. Тут вже безперервно працює по 1900-1901 навчальний рік.
У 1880-1881 навчальному році отримує додаткові години в першому класі з предмету Латинська мова.
З 4 серпня 1881 року — класний наставник, та обраний секретарем педради.
З 28 січня 1880 року по 28 січня 1883 року, та з 23 січня 1886 року — член господарського комітету.
12 червня 1885 року виконує обов'язки інспектора гімназії.
14 вересня 1886 року — обраний членом правління Товариства допомоги нужденним учням та ученицям Златопільської чоловічої гімназії та Златопільської жіночої прогімназії.
За сумлінну працю отримує чини державної служби:
- 20 червня 1881 року — колезький асесор з вислугою з 3 червня 1873 року.
- 25 червня 1882 року — надвірний радник з вислугою з 3 червня 1877 року.

За не пропуск уроків неодноразово щорічно отримує подяки.

### Сім'я
Дружина — Віра Василівна, з дворянської сім'ї.
Син Віктор (нар.10 червня 1877)
Син Антоній (нар.23 січня 1879)

### Нагороди
- Орден Святого Станіслава 3 ступеня — 29 грудня 1882 року[28].
- Орден Святої Анни 3 ступеня — 28 грудня 1886 року[28].
- Орден Святого Станіслава 2 ступеня — подання 1894 року[28].

## Зазначення
1. ↑  Адрес-Календарь. Общая Роспись начальствующих и прочих должностных лиц в Российской Империи на 1874 год. Часть 1. С. 409. [Архівовано 4 лютого 2017 у Wayback Machine.](рос. дореф.)
2. ↑  Адрес-Календарь. Общая Роспись начальствующих и прочих должностных лиц в Российской Империи на 1875 год. Часть 1. С. 416. [Архівовано 4 лютого 2017 у Wayback Machine.](рос. дореф.)
3. ↑  Адрес-Календарь. Общая Роспись начальствующих и прочих должностных лиц в Российской Империи на 1876 год. Часть 1. С. 417. [Архівовано 2 квітня 2015 у Wayback Machine.](рос. дореф.)
4. ↑  Адрес-Календарь. Общая Роспись начальствующих и прочих должностных лиц в Российской Империи на 1877 год. Часть 1. С. 418. [Архівовано 2 квітня 2015 у Wayback Machine.](рос. дореф.)
5. ↑  Адрес-Календарь. Общая Роспись начальствующих и прочих должностных лиц в Российской Империи на 1878 год. Часть 1. С. 411. [Архівовано 2 квітня 2015 у Wayback Machine.](рос. дореф.)
6. ↑  Адрес-Календарь. Общая Роспись начальствующих и прочих должностных лиц в Российской Империи на 1879 год. Часть 1. С. 429. [Архівовано 10 травня 2017 у Wayback Machine.](рос. дореф.)
7. ↑  Адрес-Календарь. Общая Роспись начальствующих и прочих должностных лиц в Российской Империи на 1880 год. Часть 1. С. 434. [Архівовано 10 травня 2017 у Wayback Machine.](рос. дореф.)
8. ↑  Адрес-Календарь. Общая Роспись начальствующих и прочих должностных лиц в Российской Империи на 1881 год. Часть 1. С. 430. [Архівовано 22 жовтня 2016 у Wayback Machine.](рос. дореф.)
9. ↑  Адрес-Календарь. Общая Роспись начальствующих и прочих должностных лиц в Российской Империи на 1882 год. Часть 1. С. 422. [Архівовано 22 жовтня 2016 у Wayback Machine.](рос. дореф.)
10. ↑  Адрес-Календарь. Общая Роспись начальствующих и прочих должностных лиц в Российской Империи на 1883 год. Часть 1. С. 424. [Архівовано 22 жовтня 2016 у Wayback Machine.](рос. дореф.)
11. ↑  Адрес-Календарь. Общая Роспись начальствующих и прочих должностных лиц в Российской Империи на 1885 год. Часть 1. С. 412. [Архівовано 22 жовтня 2016 у Wayback Machine.](рос. дореф.)
12. ↑  Адрес-Календарь. Общая Роспись начальствующих и прочих должностных лиц в Российской Империи на 1886 год. Часть 1. С. 408. [Архівовано 22 жовтня 2016 у Wayback Machine.](рос. дореф.)
13. ↑  Адрес-Календарь. Общая Роспись начальствующих и прочих должностных лиц в Российской Империи на 1887 год. Часть 1. С. 404. [Архівовано 22 жовтня 2016 у Wayback Machine.](рос. дореф.)
14. ↑  Адрес-Календарь. Общая роспись начальствующих и прочих должностных лиц по всем управлениям в Российской Империи, часть 1. С. 403. [Архівовано 22 жовтня 2016 у Wayback Machine.](рос. дореф.)
15. ↑  Адрес-календарь. Общая роспись начальствующих и прочих должностных лиц по всем управлениям в Российской Империи, часть 1. С. 397. [Архівовано 22 жовтня 2016 у Wayback Machine.](рос. дореф.)
16. ↑  1890. Адрес-календарь Российской Империи. Часть 1. С. 398. [Архівовано 10 квітня 2011 у Wayback Machine.](рос. дореф.)
17. ↑  1891. Адрес-календарь. Общая роспись начальствующих и прочих должностных лиц по всем управлениям в Российской Империи, часть 1. С. 395. [Архівовано 22 жовтня 2016 у Wayback Machine.](рос. дореф.)
18. ↑  Адрес-календарь. Общая роспись начальствующих и прочих должностных лиц по всем управлениям в Российской Империи на 1892 год, часть 1. С. 385. [Архівовано 22 жовтня 2016 у Wayback Machine.](рос. дореф.)
19. ↑  Адрес-календарь. Общая роспись начальствующих и прочих должностных лиц по всем управлениям в Российской Империи на 1893 год, часть 1. С. 519. [Архівовано 22 жовтня 2016 у Wayback Machine.](рос. дореф.)
20. ↑  Адрес-Календарь. Общая Роспись начальствующих и прочих должностных лиц по всем управлениям в Российской Империи на 1894 год. Часть 1. С. 523. [Архівовано 22 жовтня 2016 у Wayback Machine.](рос. дореф.)
21. ↑  Памятная книжка Киевской губернии на 1895 год. С. 139. [Архівовано 22 жовтня 2016 у Wayback Machine.](рос. дореф.)
22. ↑  Памятная книжка Киевской губернии на 1896 год. С. 211. [Архівовано 22 жовтня 2016 у Wayback Machine.](рос. дореф.)
23. ↑  Памятная книжка Киевской губернии на 1897 год. С. 235. [Архівовано 26 лютого 2015 у Wayback Machine.](рос. дореф.)
24. ↑  Адрес-Календарь. Общая Роспись начальствующих и прочих должностных лиц по всем управлениям в Российской Империи на 1898 год. Часть 1 и 2. Ч 1. С. 229 [Архівовано 26 лютого 2015 у Wayback Machine.](рос. дореф.)
25. ↑  1899. Адрес-Календарь. Общая Роспись начальствующих и прочих должностных лиц во всем управлении Российской Империи. Часть 1 и 2. Ч 1. С. 235 [Архівовано 7 травня 2017 у Wayback Machine.](рос. дореф.)
26. ↑  Адрес-Календарь. Общая роспись начальствующих и прочих должностных лиц по всем управлениям в Российской Империи на 1900 год, часть 1 и 2. Ч 1. С. 239 [Архівовано 10 травня 2017 у Wayback Machine.](рос. дореф.)
27. ↑  Адрес-Календарь. Общая роспись начальствующих и прочих должностных лиц по всем управлениям в Российской Империи на 1901 год, часть 1 и 2. Ч 1. С. 239 [Архівовано 10 квітня 2011 у Wayback Machine.](рос. дореф.)
28. 1 2 3  [Архівовано 2016-11-30 у Wayback Machine.] Список нагород, які запитуються Державний архів Кіровоградської області. Список нагород, які запитуються по Златопільській чоловічій гімназії. Ф.499 оп.1 спр.451 С. 1](рос. дореф.)